# Daniel H. Pink
Daniel H. Pink (Bexley, 1964) is een Amerikaans schrijver. Pink heeft ook het televisieprogramma Crowd Control op National Geographic gepresenteerd en is actief als spreker.

## Privéleven
Daniel Pink woont met zijn vrouw in Washington D.C. Met haar heeft hij drie kinderen.

## Carrière
Daniel Pink schrijft en schreef voor onder meer The New York Times, Harvard Business Review, Fast Company, Wired en Slate. Daniel Pink is naast schrijver ook spreker en presentator van het televisieprogramma Crowd Control van National Geographic. Hij heeft verschillende politieke functies bekleed, waaronder hoofd-speechschrijver onder vicepresident Al Gore van 1995 tot 1997.